# فجر ۲۷

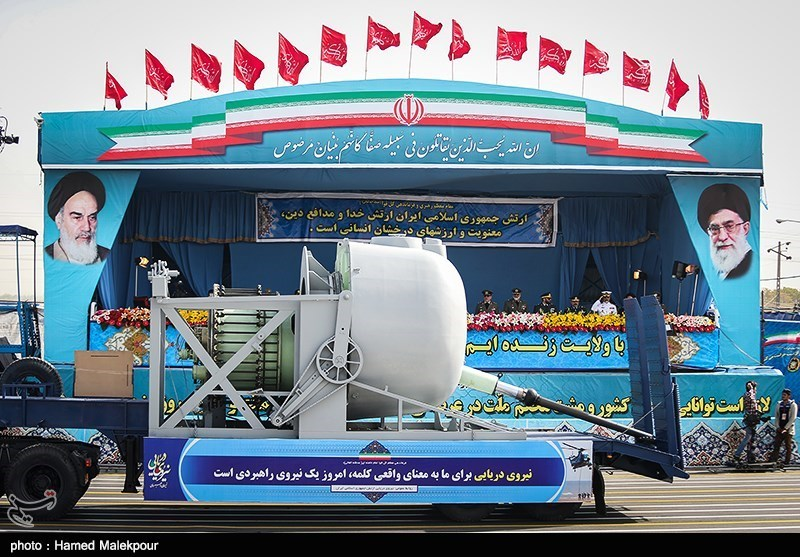
عکسی از فجر 27

فجر ۲۷ نام مدل تولید ایران سیستم توپخانه‌ای واکنش سریع نیروی دریایی ایتالیا، اوتو ملارا ۷۶م‌م است.
فجر ۲۷ که به نظر می‌رسد با روش مهندسی معکوس بر روی این توپ ساخته شده باشد نخستین بار در سال ۱۳۸۵ رونمایی شد و مصطفی محمدنجار وزیر دفاع وقت ایران قابلیت‌های آن را توان شلیک ۸۵ گلوله در دقیقه، برد ۷ کیلومتری علیه اهداف هوایی و ۱۷ کیلومتری علیه اهداف سطحی، و قابلیت نصب بر روی کشتی یا خشکی عنوان کرد.
ایران نخستین بار ۱۲ دستگاه از توپ‌های ۷۶ میلی‌متری ساخت شرکت اوتوبردا مدل پیشرفته‌تر اوتومرالا را بین سال‌های ۱۹۷۷ تا ۱۹۸۱ (بر اساس قرارداد سال ۱۹۷۴) از ایتالیا خریداری کرده و بر روی قایق‌های موشک‌انداز فرانسوی کلاس کمان نصب کرده بود. توپ‌های ۷۶ میلی‌متری اوتوبردا که از وزن کمتر (۷٫۵ تن نسبت به ۱۲ تن)، نرخ آتش بیشتر (۸۵ گلوله در دقیقه در مدل اولیه و ۱۲۰ گلوله در دقیقه در مدل فوق سریع) و برد بیشتر (۲۰ کیلومتر در مدل اولیه و ۳۰ کیلومتر در مدل فوق سریع) در مقایسه با اوتومرالا برخوردار است، از سال ۱۹۶۴ تولید و در نیروهای دریایی بیش از پنجاه کشور دنیا استفاده می‌شود.

## ویژگی‌ها
- نوع: توپ دریایی
- محل تولید: ایران
- به‌کارگیرنده: نیروی دریایی ارتش جمهوری اسلامی ایران
- سازنده: ایران
- کالیبر: ۷۶ میلیمتر (متوسط)
- نواخت تیر: ۸۵ تیر در دقیقه
- برد بیشینه: ۷ کیلومتر در حالت عمودی و ۱۷ کیلومتر در حالت افقی